# Хашеминасаб, Мехди
Мехди Хашеминасаб (перс. سید مهدی هاشمی‌نسب‎; родился 27 января 1974 года в Абадане) — иранский футболист, защитник, игрок сборной Ирана.

## Карьера
Начал карьеру в клубе «Парс Ходро», в 1994 году. В 1996—1997 годах играл в ФК «Копетдаг» из Туркменистана.

В 1997 перешел в футбольный клуб «Персеполис». В его составе провел 41 матч, и забил 1 гол.

С 2000 по 2012 играл в футбольных клубах: «Эстегляль», «ПАС», «Сайпа», «Огхаб Тегеран», «Абумослем», «Абумослем», «Пайям Мешхед» и «Сиях Джамеган». В 2012 году завершил карьеру игрока.

С 1999 по 2001 года играл в национальной сборной, за это время провел 28 матчей, в которых забил 3 раза.

## Награды

### Персеполис
Чемпионат Ирана
- Чемпион (3): 1995/1996, 1998/1999, 1999/2000

Кубок Ирана
- Чемпион (1): 1999

### Эстегляль
Чемпионат Ирана
- Чемпион (1): 2000/2001

Кубок Ирана
- Чемпион (1): 2000, 2002